# Scaphyglottis summersii
Scaphyglottis summersii é uma espécie de orquídea epífita, cujos novos pseudobulbos geralmente brotam tanto da base como do topo dos pseudobulbos mais antigos. É originária da região entre a Venezuela e a Bolívia.